# كابرينو فيرونيسي
كابرينو فيرونيسي (بالإيطالية: Caprino Veronese)‏ هي بلدية في مقاطعة فيرونا في منطقة فنيتة الإيطالية. تقع على بعد 120 كيلومترًا (75 ميلًا) غرب مدينة البندقية، و30 كيلومترًا (19 ميلًا) شمال غرب فيرونا.